# Catedral de Salzburgo
A Catedral de Salzburgo é uma catedral barroca do século XVII da Arquidiocese Católica Romana de Salzburgo, na cidade de Salzburgo, Áustria, dedicada a São Ruperto e São Virgílio. São Ruperto fundou a igreja em 774 sobre os restos de uma cidade romana, e a catedral foi reconstruída em 1181 após um incêndio. No século XVII, a catedral foi completamente reconstruída em estilo barroco sob o príncipe-bispo Wolf Dietrich von Raitenau até sua aparência atual. A Catedral de Salzburgo ainda contém a pia batismal na qual o compositor Wolfgang Amadeus Mozart foi batizado.